# Eurythenes obesus
Eurythenes obesus es una especie de anfípodo del género Eurythenes. Fue descrito por primera vez en 1905 por Édouard Chevreux.
Esta especie se encuentra principalmente en las regiones del Caribe y la Antártida, pero también se puede encontrar en la mayoría de las cuencas oceánicas. Puede crecer hasta más de 60 mm (2,4 pulgadas) de largo y se asemeja a Eurythenes gryllus.